# Episodi di 14º Distretto (sesta stagione)
La sesta stagione della serie televisiva 14º Distretto è stata trasmessa in anteprima in Germania da Das Erste tra il 6 ottobre 1992 e il 22 dicembre 1992.
| nº | Titolo originale         | Titolo italiano | Prima TV Germania | Prima TV Italia |
| -- | ------------------------ | --------------- | ----------------- | --------------- |
| 1  | Der Neue                 | inedito         | 6 ottobre 1992    | inedito         |
| 2  | Schutzgeld               | inedito         | 13 ottobre 1992   | inedito         |
| 3  | Tierfreunde              | inedito         | 20 ottobre 1992   | inedito         |
| 4  | Die lieben Alten         | inedito         | 27 ottobre 1992   | inedito         |
| 5  | Auf Gift gebaut          | inedito         | 3 novembre 1992   | inedito         |
| 6  | Revanche                 | inedito         | 10 novembre 1992  | inedito         |
| 7  | Vereinskameraden         | inedito         | 17 novembre 1992  | inedito         |
| 8  | Kur- und andere Schatten | inedito         | 24 novembre 1992  | inedito         |
| 9  | Lebensretter             | inedito         | 1º dicembre 1992  | inedito         |
| 10 | Tür an Tür               | inedito         | 8 dicembre 1992   | inedito         |
| 11 | Mitgegangen, mitgefangen | inedito         | 15 dicembre 1992  | inedito         |
| 12 | Der Flußpirat            | inedito         | 22 dicembre 1992  | inedito         |